# چالو (کبودرآهنگ)
چالّو روستایی از توابع بخش شیرین‌سو شهرستان کبودراهنگ در استان همدان ایران است. مردمانش به زبان ترکی آذربایجانی سخن میگویند دین رسمی اسلام مذهب شیعه دارند حاج قلی پدربزرگ غلامرضا تختی از اهالی این روستا بود.

## جمعیت
این روستا در دهستان مهربان علیا قرار دارد و بر اساس سرشماری مرکز آمار ایران در سال ۱۳۹۵، جمعیت آن ۷۶۹ نفر (۲۵۶ خانوار) بوده‌است.